# Kanton Annecy-2
Annecy-2 is een kanton van het Franse departement Haute-Savoie. Het kanton maakt deel uit van het arrondissement Annecy en telde 40.900 inwoners in 2018.
Het kanton werd gevormd ingevolge het decreet van 13 februari 2014 met uitwerking op 22 maart 2015.

## Gemeenten
Het kanton omvat de volgende gemeenten:
- Annecy (deels:  het zuidelijk deel van de oorspronkelijke gemeente Annecy), hoofdplaats
- Sévrier